# 密花冬青
花冬青（学名：Ilex confertiflora），又名密花冬青，为冬青科冬青属的植物，是中国的特有植物。分布于中国大陆的广西、海南、广东等地，生长于海拔700米至1,200米的地区，多生在山坡林中或林缘，目前尚未由人工引种栽培。